# Enklave Bonn

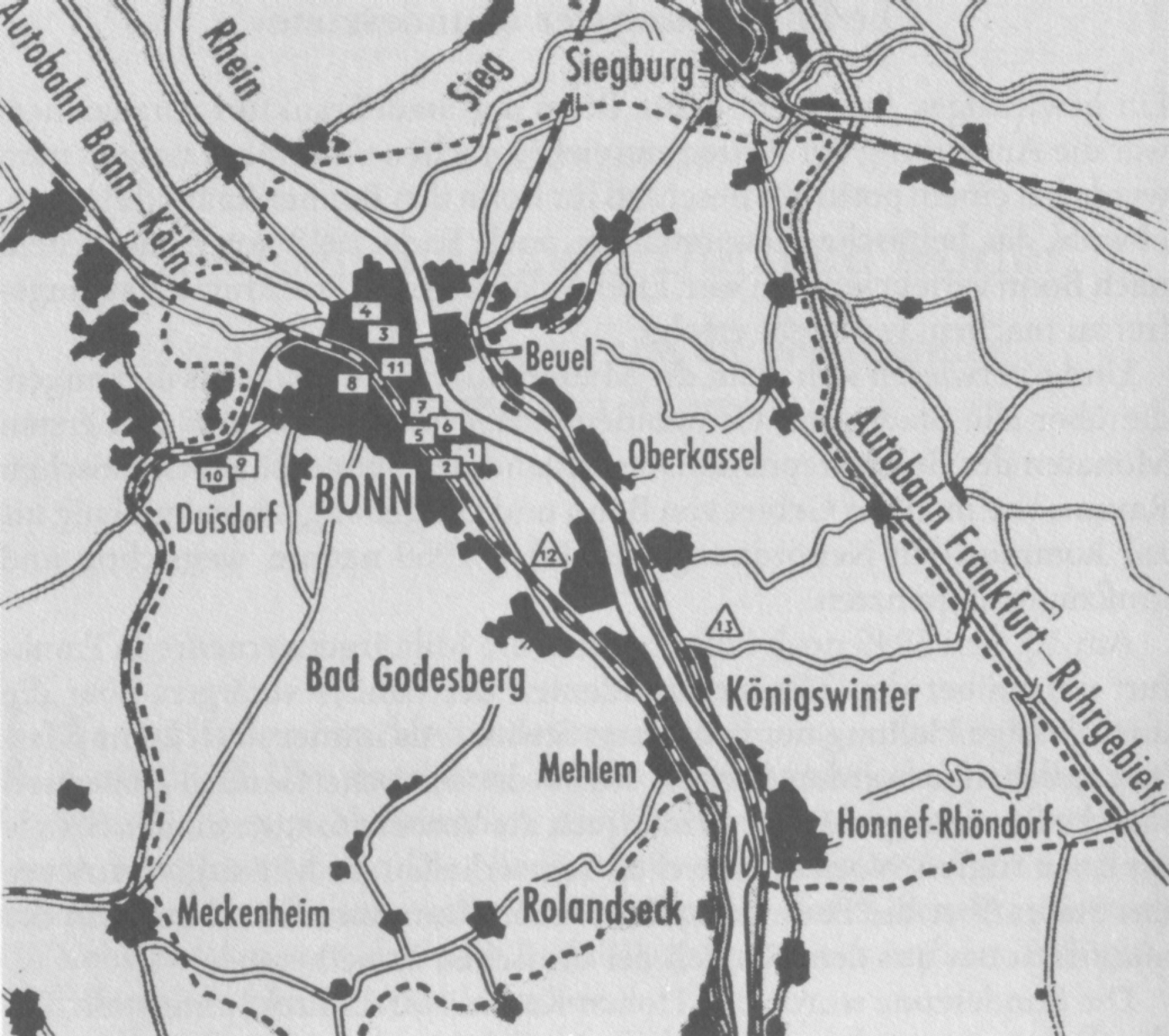
Das ursprüngliche Gebiet der Enklave Bonn

Die Enklave Bonn (auch internationale Zone, Besatzungsfreie Zone, Bundeszone; engl. Bonn Enclave, frz. Enclave de Bonn) war ein Verwaltungsgebiet und ein Sonderbereich im Raum Bonn, der der Alliierten Hohen Kommission (AHK) unterstand. Er wurde am 9. Juli 1949 durch die designierten Hohen Kommissare ausgewiesen und bestand bis zum Inkrafttreten des Deutschlandvertrags am 5. Mai 1955. 

## Funktion
Der Sonderbereich wurde grundsätzlich bereits am 20. Juni 1949 auf der sogenannten Pariser Außenministerkonferenz (nach dem Beschluss der Westmächte) in der Charta der Alliierten Hohen Kommission festgelegt, aber erst am 9. Juli räumlich definiert. Er sollte in der Region um den zunächst noch vorläufigen Regierungssitz Bonn den Aufbau der Bundesorgane gewährleisten, die mit der Gründung der Bundesrepublik Deutschland am 23. Mai des Jahres entstanden waren. Dazu wurde die Zone noch im Jahr 1949 entmilitarisiert. Außerdem sollte vermieden werden, dass die Alliierte Hohe Kommission unter der Hoheitsverwaltung eines ihrer Mitglieder stand. Während der Restteil der Bundesrepublik unter Kontrolle einer der drei westlichen alliierten Besatzungsmächte stand, unterlag die Enklave einer gemeinsamen Kontrolle. Zuvor war das Gebiet Teil der Britischen Besatzungszone. Den Kern der Enklave bildete die Stadt Bonn, die als „besatzungsfreies“ Gebiet ausschließlich zur Unterbringung des Parlaments und der Regierungsbehörden vorgesehen war; für das restliche Gebiet bestand zumindest anfänglich eine Unterteilung in drei jeweils einer der Besatzungsmächte für deren Unterbringung zugeordneten Sektoren X, Y (beide linksrheinisch) und Z (rechtsrheinisch).

## Aufbau
Die Befugnisse der Alliierten Hohen Kommission aus dem Besatzungsstatut nahm in der Enklave ein Unterausschuss wahr, das Sub-Committee for the Administration of the Bonn Enclave. Er unterstand dem Hauptausschuss (General Committee) der Alliierten Hohen Kommission und war bis 1952 auf dem Petersberg ansässig. Der Ausschuss setzte sich zusammen aus je einem Vertreter der drei Besatzungsmächte, die jeweils mit einem suspensiven Vetorecht ausgestattet waren und über eine Polizeieinheit mit Verhaftungsrecht verfügten. Die Gerichtsfunktionen für das Besatzungspersonal übte in dem Gebiet gewöhnlich das jeweils betroffene Land selbst aus, in Zweifelsfällen ein britisches Besatzungsgericht ggf. unter Mitwirkung eines beratenden Vertreters der Kommission. Der Haushalt der Enklave, der im Jahr 1951/1952 21 Mio. DM umfasste, bedurfte der Genehmigung durch die britischen Besatzungsbehörden.
Die hoheitsrechtlichen Verwaltungsfunktionen der Alliierten Hohen Kommission in der Enklave Bonn waren auf die AHK, ihre Mitarbeiter und ihre Unterbringung selbst ausgerichtet, sodass parallel die Verwaltungsstrukturen des Landes Nordrhein-Westfalen in Kraft blieben. Die Dienststellen der Kommission innerhalb der Enklave Bonn wurden großteils von Frankreich mit 850 und den USA mit etwa 700 Mitarbeitern (Stand ca. 1952) besetzt, während Großbritannien seine Aufgaben in der AHK abgesehen von einer Repräsentanz in der Villa Wilhelma in Bad Godesberg überwiegend vom Hochkommissariat auf der Wahner Heide bei Köln aus wahrnahm.

## Abgrenzung
Die Enklave Bonn umfasste zum Zeitpunkt ihrer Ausweisung westlich des Rheins die Stadt Bonn, ihren heutigen Stadtbezirk Bad Godesberg sowie das Gebiet der heutigen Gemeinde Wachtberg. Östlich des Rheins lagen innerhalb der Zone der heutige Stadtbezirk Beuel, die Städte Königswinter und Honnef (heute: Bad Honnef) sowie das Siebengebirge und einige östlich und nördlich davon gelegene Ortschaften, darunter das Gebiet der späteren Stadt Sankt Augustin.
Im Norden wurde die Zone von der Mündung der Sieg in den Rhein begrenzt, von der aus die Grenze in Richtung Osten bis zur Brücke der Siegstrecke über die heutige Bundesautobahn 3 verlief. Von dort aus bildete die A 3 die östliche Begrenzung der Zone bis zur Grenze zur Französischen Besatzungszone im Süden bei Rederscheid bzw. Aegidienberg-Rottbitze. Die gesamte südliche Zonengrenze war mit der heutigen Landesgrenze zwischen Nordrhein-Westfalen und Rheinland-Pfalz identisch und verlief entlang der Stadt Honnef über den Rhein nach Westen hin bis Adendorf und Meckenheim, das außerhalb der Zone lag. Von Meckenheim an nach Norden wurde die Bahntrasse der Voreifelbahn für die Grenzziehung herangezogen. Erst wo die Grenze in das Gebiet des damaligen Stadtkreises Bonn eintrat, verließ sie die Voreifelbahn. Von diesem Punkt aus war die kommunale Grenze des Stadtkreises Bonn gleichzeitig die Grenze der Enklave, die bis an das linke Rheinufer heranreichte.
Das Gebiet der Enklave wurde zum 1. August 1950 mit Verabschiedung eines Statuts, des Bonn Enclave Statute, verändert. Die neuen Grenzen richteten sich nicht mehr nach geographischen Gesichtspunkten oder nach Verkehrsbauwerken, sondern nach dem Verwaltungsgebiet der einbezogenen Gemeinden. Die Einbeziehung von Bonn, Bad Godesberg und Beuel sowie der angrenzenden rechts- und linksrheinischen Gemeinden in einem gemeinsamen Verwaltungsbereich gilt als ein Vorbild und Vorläufer für die kommunale Neugliederung des Raumes Bonn im Jahr 1969.

## Zugehörende Gemeinden
Zur Enklave gehörten folgende Gemeinden (Stand August 1950):
- die kreisfreie Stadt Bonn
- im Landkreis Bonn die Stadt Bad Godesberg, das Amt Villip sowie die Gemeinden Adendorf, Arzdorf, Beuel, Duisdorf, Gielsdorf, Impekoven, Lengsdorf, Merl, Oedekoven, Röttgen und Witterschlick
- im Siegkreis die Städte Honnef und Königswinter sowie die Gemeinden Hangelar, Heisterbacherrott, Holzlar, Niederdollendorf, Niederpleis, Oberdollendorf, Oberkassel und Siegburg-Mülldorf